# Бёргер
Бёргер (нем. Börger) — община в Германии, в земле Нижняя Саксония.
Входит в состав района Эмсланд. Подчиняется управлению Зёгель. Население составляет 2742 человека (на 31 декабря 2010 года). Занимает площадь 55,25 км².

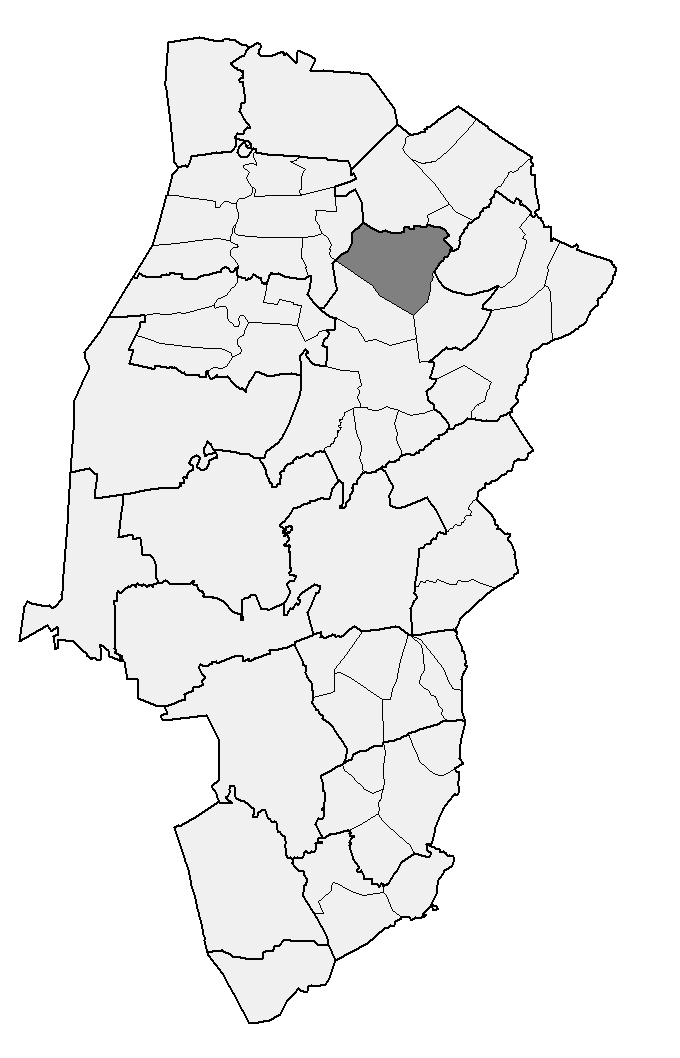
Бёргер